# James Cutbush
James Cutbush (* 1788 in Philadelphia; † 15. Dezember 1823 in West Point (New York)) war ein US-amerikanischer Arzt und Chemiker.
1808 veröffentlichte er die Artikelserie Application of Chemistry to Arts and Manufacture in der Zeitschrift Aurora in Philadelphia (unter J.C.), die seine gute Kenntnis der Chemie zeigen. Im selben Jahr veröffentlichte er das populärwissenschaftliche Chemiebuch Useful Cabinet. Er trug auch zum Medical Museum von John Redman Coxe in Philadelphia bei und war mit anderen lokalen Chemikern wie James Woodhouse, Benjamin Smith Barton, Adam Seybert und Robert Hare bekannt. 1810 wurde er Mitglied einer Freimaurerloge in Philadelphia. Dies zeigt sein Ansehen in Philadelphia, auch wenn über seine frühen Jahre sonst weniger bekannt ist. 1811 gründete er mit anderen die Columbian Chemical Society in Philadelphia und war deren Präsident. Die Columbian Society gab auch eine Zeitschrift Memoirs heraus. Die Chemical Society of Philadelphia war nach dem Tod von James Woodhouse 1809 eingegangen. 1813 erschien sein Buch Philosophy of Experimental Chemistry. Er veröffentlichte auch im American Journal of Science und war ein Pionier der Pyrotechnik in den USA mit seinem Treatise on Pyrotechnics von 1825.
1814 wurde er Assistant Apothecary-General der US-Armee, zunächst in Philadelphia und später weiter im Norden. Er wurde 1820 Chief Medical Officer an der United States Military Academy in West Point und nach Reorganisation in der Armee 1821 Assistenzchirurg und Professor für Mineralogie und Chemie in West Point. Seit 1814 war er gewähltes Mitglied der American Philosophical Society.